# Hidrelétrica Estreito
Hidrelétrica Estreito är ett vattenkraftverk i Brasilien.   Det ligger i kommunen Pedregulho och delstaten São Paulo, i den sydöstra delen av landet, 500 km söder om huvudstaden Brasília. Hidrelétrica Estreito ligger 709 meter över havet.
Terrängen runt Hidrelétrica Estreito är huvudsakligen kuperad, men österut är den platt.Närmaste större samhälle är Pedregulho, 15,2 km sydväst om Hidrelétrica Estreito.
Omgivningarna runt Hidrelétrica Estreito är huvudsakligen savann. Runt Hidrelétrica Estreito är det ganska glesbefolkat, med 22 invånare per kvadratkilometer.